# Empire soviétique

Les États rouges représentent des gouvernements communistes alignés avec l'Union soviétique. Les jaunes (Somalie et Albanie) représentent les gouvernements des États communistes alignés avec la république populaire de Chine. Les États noirs (Corée du Nord et Yougoslavie) représentent les gouvernements communistes qui n'étaient alignés avec aucun des deux.

L'empire soviétique est, au cours de la guerre froide, l'entité informelle parfois désignée ainsi pour se référer à l'influence et à la politique étrangère de l'Union soviétique considérée comme impérialiste vis-à-vis d'un certain nombre de pays indépendants, généralement durant la période comprise entre 1945 et 1989.
L'Union soviétique n'était pas gouvernée par un empereur, contrairement à l'Empire russe — dont elle reprit la majeure partie du territoire —, et se déclarait elle-même anti-impérialiste. Cependant, selon ses détracteurs, elle présentait certaines tendances communes aux empires historiques. L'URSS pratiquait d'une certaine façon une domination en Europe de l'Est comme les autres puissances impériales. Ceux qui soutenaient l'Union soviétique, quant à eux, rejetaient de telles accusations et soutenaient que la relation entre l'Union soviétique et les pays au sein de son « empire » était en fait celle de la coopération volontaire. Les pays de l'Empire soviétique, des États communistes pour la plupart d'entre eux, étaient désignés comme des « États satellites » et étaient liés à des entités géopolitiques, des alliances militaires et des unions économiques : bloc de l'Est, pacte de Varsovie et Conseil d'assistance économique mutuelle.

## Histoire
L'histoire de l'Empire soviétique est généralement située durant la période comprise entre 1945, date de la fin de la Seconde Guerre mondiale, et 1989, date la chute des régimes communistes en Europe, dans le contexte de la guerre froide. Le point d'orgue intervient lors de la dislocation de l'URSS en 1991, qui gravement minée en interne par la résurgence des nationalismes qu'elle était censée neutraliser et par un système politico-socio-économique globalement à bout de souffle.

## Un ensemble géopolitique spécifique
Dans les années 1920 puis 1930, l'empire soviétique apparaît comme le successeur direct de l'empire autocratique russe dont il reprend les usages issus l'idélogie imperiale russe malgré une posture anti-impérialiste affirmée par ses dirigeants, Lénine en tête,.
En plus de la Russie, quatorze républiques formaient l'Union des république socialistes soviétiques depuis sa fondation officielle le 30 décembre 1922. Elles se voyaient reconnaître le droit d'apprendre à l'école leur langue natale comme première langue. Mais le russe constituait la seconde langue obligatoire. Le fonctionnement au sein des institutions est le suivant : le premier secrétaire du parti communiste du pays est confié à une personne civile issue de la population nationale. En revanche, le second secrétaire du parti en lien avec le KGB et qui contrôle le premier est confié à un russe.
Cependant et malgré ce dispositif, tout au long de la seconde moitié du XXe siècle, de nombreuses manifestations et mouvements de résistance prennent naissance au sein de l'empire soviétique.
L'application et la mise en pratique de cette politique va en réalité également contribuer à la fracturation et à la dislocation totale de l'URSS en 1991 par le renforcement des nationalismes qu'elle était censée annuler en raison de la politique de russification déployée en son sein.

## 1917-1920: Effondrement de l'Empire tsariste et apparition de l'empire soviétique
À la suite de la défaite de la Première Guerre mondiale face aux puissances de l'axe en 1917, entérinée par le traité de Brest-Likov, le régime tsariste autocratique s'effondre avec la révolution d'Octobre entrainant une première phase de recul russe.
L’empire russe retourne aux frontières de la Moscovie initiale et menace de se déliter alors que sont proclamées en 1918, les différentes indépendances polonaise, finlandaise, baltes, ukrainienne, géorgienne, arménienne et azerbaïdjanaise.
En 1920, les États baltes et la Finlande signent des traités de paix. La paix de Riga signée en 1921 qui suit la fin du premier conflit planétaire voit le renouveau de l'État polonais à la suite de l'arrêt de l'Armée rouge le 15 août 1920 par l'armée polonaise et que la politique forcée de russification menée au cours du XIXe siècle avait cherché à neutraliser définitivement,.
L'Ukraine centrée sur la ville de Karkhov et redevenu brièvement indépendante près la révolution de février, ce qui met fin à l’Empire tsariste en 1917, est rattachée comme la Biélorussie, à la nouvelle Union des républiques socialistes soviétiques (URSS) en 1922.
La position théorique de Lénine semble être au sein de l'empire soviétique pour le droit des peuples à disposer d’eux-mêmes et critiquant le modèle russe fait de conquêtes brutales et autocentré. Il imagine donc une fédération où la Russie serait à égalité des autres nations, républiques fédérées et républiques autonomes. L'Empire soviétique qui se veut anti-impérialiste, reprend donc l'héritage de l'empire russe avec une nouvelle idéologie politique, le marxisme léninisme, « science de l'histoire » qui théorise la victoire du communisme sur le capitalisme. Cette matrice prévoit en principe la mise en place d'une société homogène sans frontières et exempte théorique de la domination traditionnelle de la Russie (impérialisme russe) au contraire de l'empire tsariste précédent,.
Dans la réalité, les fondements de la domination russe résistent et le fonctionnement du système soviétique reprend les méthodes antérieures de l'empire tsariste à une échelle supérieure. Le modèle politique centraliste du Parti communiste de Moscou laisse en effet peu de place à la souveraineté dans les républiques de la nouvelle Union soviétique. Les méthodes impériales réapparaissent pendant la guerre civile pendant la terreur rouge. Le pouvoir communiste, mis dos au mur, emploie des mesures de répression contre sa propre population comme en son temps le régime autocratique du tsar qu'il était censé remplacer avec la création d'une police politique dédiée basée sur le modèle de celle de l'Okhrana, la Tchéka en décembre 1917 dirigée par Felix Derjinsky qui deviendra par la suite dans les années 1930, le NKVD, ancêtre du futur KGB (et futur FSB), bras armé de la répression et véritable gardienne du régime,.
Ce phénomène idéologique, porté par le mouvement idéologique d'une Russie ayant pour mission de sauver le monde, (messianisme russe) en vertu d'une supériorité morale affichée depuis la chute de Constantinople en 1453, est secondé par la nouvelle Armée rouge forte en permanence de 500 000 hommes qui intervient sur les différents fronts.Le pouvoir soviétique, issu des cendres de l'empire russe et marqué par une culture de l'encerclement et de paranoïa par rapport au monde extérieur, va renouer avec les pratiques de ce dernier. Elle se manifeste notamment avec l'annexion de la Géorgie indépendante en 1921, masqué par un récit célébrant à contrario l'amitié entre les peuples, la lutte pour la libération de la classe ouvrière et de la paysannerie,,.
La nouvelle idéologie politique du marxisme-léninisme, qui prophétise la victoire finale du communisme sur le capitalisme, toujours dans un arc historique messianique russe, va fournir le liant nécessaire à la création d'une nouvelle sphère d'influence russe,.

## Années 1920: la création et le renforcement d'un nouvel empire anti impérialiste?
À la sortie de la guerre civile russe, le pouvoir bolchévique doit faire face à une situation économique et sociale délabrée. Durant la guerre civile qui a vu l'affrontement entre l'Armée rouge organisée par Léon Trotski et les armées blanches russes, deux millions de civils ont fuit l'URSS vers l'Europe. En parallèle, 7 à 10 millions sont morts victimes des 2 camps dont 5 millions par la famine en 1921.
Le renouveau vient de deux directions. Economiquement avec la nouvelle politique économique ou NEP lancée en 1921 par Lénine, véritable période de récupération pour la société civile, rétablit partiellement l'économie de marché et permet à l'agriculture et à l'industrie de retrouver leur niveau d'avant guerre. Politiquement avec la fondation de l'Union des républiques socialistes soviétiques dont la constitution est adoptée le 24 janvier 2024 et promulguée le 31 janvier.
L'idéologie du régime soviétique, basé sur l'idée de propagation des régimes communistes dans le monde, s'appuie sur la volonté théorique d'une homogénéisation de la société avec en vue la disparition des identités nationales et l'absence théorique de domination russe,. Staline a écrit en 1913, « le Marxisme et la question nationale ». Définissant la nation comme un ensemble doté d'un territoire, d'une langue, d'une histoire et d'une culture. En centralisant et modernisant, il entend faire monter les nations périphériques du nouvel ensemble jugées en retard par rapport aux régions centrales. Huit républiques et 13 régions autonomes sont alors négociées.
À l'inverse Lénine, dans ses notes sur la question nationale, maintient le nécessaire principe de l'égalité entre les nations avec un transfert théorique d'un maximum de prérogatives de gouvernement vers les républiques dans une idéologie de discrimination positive en faveur des anciennes zones dominées par la Russie tsariste. Toute allusion à la Russie impérialiste disparaît au profit de la république socialiste fédérale soviétique de Russie (RSFSR),.
Toutefois, si la méthode diffère sur la forme, sur le fond, les concessions attribuées aux nouvelles républiques fédérées visent à neutraliser les nationalismes, l'unité devant être assurée par le parti, les institutions militaires et diplomatiques qui relèvent du niveau fédéral comme les Affaires étrangères, l'armée, le commerce extérieur et les postes et télécommunications. La culture, l'éducation, la justice, la police sont déléguées au niveau du niveau des républiques fédérées.
En 1924, l'URSS est alors constituées de quatre républiques : la Biélorussie, la république socialiste fédérale soviétique de Russie la république fédérative de Transcaucasie et l'Ukraine. En 1925, s'ajoutent les républiques autonomes d'Ouzbékistan et Turkménistan.
Sur le plan territorial, si, à l'issue de plusieurs opérations militaires, la Russie récupère l'ensemble des territoires perdus à l'est et dans le Caucase, elle est en revanche repoussée à l'ouest ou l'idéologie communiste inquiète et perd l'ensemble des territoires de la face occidentale notamment avec la bataille de Varsovie qui stoppe son avancée. C'est une conséquence directe de la politique de russification entreprise au XIXe siècle. En parallèle, les autorités soviétiques prennent acte du recul du mouvement révolutionnaire qui s'éteint en 1923 en Allemagne à la suite de la crise économique et politique consécutive à la défaite de 1918,.
Après 1924, à la mort de Lénine puis dans l'URSS sous la direction de Staline, la concentration des pouvoirs autour de la personnalité du chef s'accentue avec une fermeture du pouvoir à toute forme de courants et factions dissidents.
En 1927-1928, il est mis fin à la NEP par Staline.

## Années 30: la reconstitution d'un nouvel empire soviétique
À l'intérieur du nouvel empire soviétique, à partir de 1929, la politique de collectivisation est décidée et passe par la création de 4 000 sovkhozes et 250 000 kolkhozes chargés de fournir les récoltes agricoles nécessaire à la modernisation à marche forcée décidée par Staline. Elle se heurte à la résistance de la paysannerie russe et des différentes républiques soviétiques.
Le phénomène de la répression de la dékoulakisation s'accompagne par la création de l'administration principale des camps de travaux ou goulag doublée d'une surveillance accrue et acérée des dissidents et opposants politiques de l'empire soviétique. Ce dispositif reprend la pratique de l'empire russe de la relégation en zones reculées baptisées colonies spéciales. Les familles déportées dans des conditions effroyables (10 % de mortalité durant le trajet) doivent survivre dans les steppes par leurs propres moyens sous contrôle de la police politique.
En Ukraine, l'Holodomor (ou la Grande Famine) conséquence directe de la politique d'industrialisation de Joseph Staline et de punition de la paysannerie et du nationalisme ukrainien qui résiste à la collectivisation agricole lancée en 1929, fait 4 à 5 millions de morts en 1933. La politique d'ukrainisation est stoppée en décembre 1932, Staline liant nationalisme à la résistance à la collectivisation.
Les résultats désastreux pour le pouvoir obligent ce dernier à ne pas publier les résultats du recensement de 1937 et les conséquences se répercuteront jusqu'à la fin de l'URSS. Au Kazakhstan, le passage du pastoralisme à la sédentarisation forcée entraine une chute du bétail passé de 4 300 000 à 470 000 bêtes.
En parallèle, le lancement des grands chantiers industriels à marche forcée transforme l'intérieur de l'empire soviétique avec la mise en place d'un programme d'éducation et de formation pour former en priorité les classes paysannes et ouvrières.
Les dirigeants soviétiques et leurs successeurs qui n'ont jamais pensé à créer une nationalité soviétique pensent que meilleur outil pour mêler les nations au sein de l'empire soviétique est la langue russe.
Diplomatiquement, l'objectif de la direction stalinienne est de rendre intangibles et inviolables les frontières de l'URSS notamment avec le protocole de Londres de 1933. L'URSS est reconnue par les États-Unis la même année et accède à la Société Des Nations, la SDN (ancêtre de l'ONU).
En 1935, la Biélorussie est classée zone militaire, car définit comme zone de passage pour une invasion en provenance de l'Ouest, l'URSS étant ceinturée par des pays qui lui sont en majorité hostiles comme les Pays Baltes (Lettonie, Estonie, Lituanie) et la Pologne qui ont repris leur indépendance en 1921. La zone spéciale de la frontière est zone interdite. L'ensemble est géré par le NKVD (police politique, ancêtre du futur KGB).
En parallèle, politiquement, la référence à l'empire russe est réhabilitée par Staline dans la capacité à unir les peuples. Il déclare le 7 novembre 1937 : « Les tsars russes ont fait beaucoup de mal. Ils ont pillé et asservi le peuple. Ils ont fait des guerres et raflé des territoires pour les intérêts des grands propriétaires. Mais ils ont réalisé une bonne chose - ils ont créé un État immense qui s'étend jusqu'au Kamchatka. Nous avons hérité de cet État. Et, pour la première fois, nous les bolcheviks, avons réuni ensemble et consolidé cet État unique et indivisible pour le bénéfice des ouvriers ». En interne, l'école historique Pokrovksi qui dénonçait la domination tsariste est classée comme déviante.
En 1936, les trois États de Transcaucasie accèdent au rang de république fédéré ainsi que le Tadjikistan, le Kazakhstan et le Kirguizistan.
La direction du parti se concentre sur la sécurité du pays mais va rester attentive aux opportunités géopolitiques qui se présentent.

## Expansionnisme soviétique: 1939 - 1945

### Août 1939: le Pacte germano-soviétique
Le 23 août 1939 est signé à Moscou entre l'Allemagne nazie dirigée par Adolf Hitler et l'URSS par Joseph Staline, le Pacte germano-soviétique.
Dans ce texte, l'Allemagne nazie et l'URSS, puissances résolument antagonistes, s’engageaient réciproquement à respecter une stricte neutralité si l’autre signataire était en conflit avec une autre puissance européenne. L'accord se doublait d'une puissance économique prévoyant l’échange de matières premières soviétiques : blé, pétrole, charbon, fer (...) contre les machines industrielles allemandes et certains armements comme le croiseur Lutzow. Berlin recevait les ressources indispensables à son industrie militaire, tandis que Moscou se dotait de machines-outils nécessaire à son développement économique,.
Cet accord qui stupéfait alors le monde entier est également porteur de protocoles secrets signés 4 jours plus tôt qui précisaient le partage de l’Europe de l’Est en zones d’influences soviétiques et allemandes. Ce protocole permit à Hitler d’envahir la Pologne occidentale le 1er septembre 1939, secondée par l'URSS qui envahit la partie orientale le 17 septembre sans déclaration de guerre donnant lieu à une occupation conjointe germano-soviétique. Les Soviétiques prétextaient notamment le besoin de protection des populations biélorusses et ukrainiennes, majoritaires ensemble dans une partie des territoires polonais concerné (ordre du 14 septembre 1939 de libérer les territoires de « Biélorussie de l’Ouest » et de « l’Ukraine de l’Ouest » de « l’occupation fasciste polonaise »).
L'Allemagne disposait de la liberté de manœuvre pour se tourner vers les Pays-Bas et la France (campagne de juin 1940) sans crainte de l'existence d'un second front (leçon tirée de la défaite allemande de la Première Guerre mondiale). Cette participation soviétique à l’effort de guerre allemand renforce Hitler et lui facilite l’occupation d’une partie considérable de l’Europe.
Le bénéfice soviétique est également stratégique.
Le protocole du pacte germano-soviétique fut également renforcé par le Traité de « délimitation et d’amitié » signé en date du 28 septembre 1939. Ces textes eurent pour conséquence que l’URSS élargisse son territoire de manière considérable le long de ses frontières occidentales aux dépens des pays limitrophes.
L'URSS s’empara des Pays baltes en 1940 (Estonie, Lituanie, Lettonie) qui furent illégalement annexés et une politique de domination et de répression acérée contre les opposants est mise en place. L'invasion permet aux dirigeants soviétiques dans une optique impériale renouvelée de reconquérir les bords de la mer baltique, perdus au moment de l'indépendance de ces trois pays. L'objectif est également de reconstituer une frontière épaisse pour isoler la Russie par la création d'une zone d'États tampons et frontière d'un empire soviétique à nouveau en expansion,,,.
Le 12 juin 1940, la marine soviétique, appuyée par l’aviation, impose un blocus maritime. Les troupes du NKVD attaquent les postes frontières lituaniens, estoniens et lettons le jour suivant. Le 14 juin, un ultimatum est adressé à la Lituanie, suivi le 15 à la Lettonie et l'Estonie. Un demi-million de soldats soviétiques franchissent les frontières désarmant les petites armées de ces républiques. À la faveur de coup d'État avec des communistes locaux, les administrations et gouvernements sont liquidés pour être remplacés par des autorités pro-soviétiques,.

### 1940: La Guerre d'hiver
En parallèle, l'URSS s'attaque à la Finlande au cours de la guerre d'Hiver à partir du 30 novembre 1940, puis de la Bessarabie (actuelle Moldavie) puis de la Bucovine du nord (dans l’actuelle Ukraine). L’Union soviétique regagnait pour ses dirigeants les territoires que l’Empire russe avait perdus durant la Première Guerre mondiale avec le traité de Brest-Litovsk en 1918. L'attaque contre la Finlande, qui sauvegarde son indépendance au prix d'une résistance de plus de 4 mois, eu pour conséquence principale l'exclusion de la Russie de la Société des Nations (ancêtre de l'ONU),.
L'occupation soviétique impose immédiatement un modèle communiste avec la confiscation de la propriété foncière et de l’industrie et un régime de terreur politique. Près de 30 000 Polonais sont envoyés au Goulag dès les premiers jours de l’occupation, et beaucoup d’autres incorporés de force dans l’Armée rouge en tant que nouveaux citoyens soviétiques. Les opérations du NKVD entre septembre 1939 et juin 1941 vont faire déporter 330 000 personnes – dont un tiers d’enfants – dans les camps sibériens. En parallèle, le 5 mars 1940, le sort de 25 700 prisonniers de guerre polonais transférés en Russie est scellé par Staline : ils sont exécutés dans le plus grand secret, un crime de guerre connu sous le nom de massacre de Katyń (dont l'URSS fera porter la responsabilité à l'Allemagne nazie jusqu'en 1991) pour décapiter toute résurgence du nationalisme polonais et également éliminé toutes les personnes dangereuses pour le système soviétique,.
Dans les Pays baltes, l'intelligentsia, les propriétaires fonciers, le clergé sont déportés ou tués dont 34 250 Lettons, 75 000 Lituaniens et près de 60 000 Estoniens. Des centaines de milliers de personnes originaires d'autres régions de l'URSS s'y étaient ensuite installées, sur ordre du Kremlin,,. Cette opération du retour forcé au sein de l'empire soviétique, des Pays Baltes participe au profond ressentiment à l'égard de l'URSS de leurss populations civiles qui se tourneront vers le régime hitlérien pour s'engager contre l'Union Soviétique.
Le 10 janvier 1941, un second accord commercial, doublé d'un protocole secret complémentaire de celui du 28 septembre 1939, est signé entre l'URSS et l'Allemagne nazie valable jusqu'en août 1942.
En avril 1941, un pacte de non agression avec le Japon est signé.

### Juin 1941: opération Barbarossa
Le 22 juin 1941, malgré les nombreuses alertes des services de renseignements soviétiques faite à Staline dont celle de l'espion Richard Sorge en poste au Japon, d'un regroupement des forces allemandes à la nouvelle frontière soviétique, ces dernières la franchissent à 00h30 et démarrent l'opération Barbarossa.
L'Armée Rouge, désorganisée par les procès de Moscou dans les années 1930, avec l'élimination ou l'emprisonnement de nombreux officiers expérimentés, sans ordres clairs de la part de Staline, enregistre des pertes records avec 3,5 millions de prisonniers et recule tout en jetant davantage de soldats dans la bataille. L'URSS voit l'invasion sur son sol arrivée aux portes de Moscou en décembre 1941.
En parallèle, parmi les pays envahis, certains comme l'Ukraine, dont la population civile a été lourdement traumatisée par la famine artificielle provoquée par les autorités soviétiques, l'Holodomor en 1933, voient se développer des mouvements politiques désireux de s'engager au côté de l'Allemagne Nazie afin de recouvrer leur indépendance.
Cest le cas de Stephan Bandera, chef de l'organisation nationaliste, pro-nazie et faciste OUN, dont ses membres regroupés en groupes de combat participent directement dans les premières semaines au conflit contre l'URSS, ou encore l'organisation Roland intégrée directement dans les rangs de la Whermacht. Dès le 30 juin un gouvernent ukrainien indépendant est proclamé,.
L'armée allemande est alors accueillie par la population paysanne ukrainienne comme une potentielle libératrice de l'idéologie communiste et une future aide pour affirmer l’identité ukrainienne, muselée par la répression soviétique sous Staline et pour détruire le système honni de la collectivisation agricole.
Néanmoins, ces nombreux espoirs ukrainiens sont rapidement douchés en quelques mois par les violentes exactions des troupes d'occupation allemandes et les décisions prises par Eric Koch, commissaire du Reich, en Ukraine qui ordonne la rafle des récoltes tout en maintenant les fermes collectives soviétiques détestées et envoyant les hommes travailler au sein du troisième Reich. Hitler, en effet, est opposé à la création d'un état ukrainien indépendant considérant dans son idéologie nazie pétrie de sous humanité, la population ukrainienne comme une "race inférieure" destinée à l'esclavage.
Cette politique transforma des alliés potentiels contre l'empire soviétique en ennemis, la population civile ukrainienne choisissant de rejoindre dès lors les groupes de partisans qui harcèlent les arrières de l’armée allemande et ses lignes de ravitaillement tandis que l'OUN, véritable armée insurrectionnelle, forte de 60 000 hommes, combat à la fois contre l'armée allemande et l'Armée Rouge. En Biélorussie, 400 000 partisans sont constitués fin 1943.
La constitution d'un division SS ukrainienne destinée à lutter contre l'URSS n'est autorisée par Hitler qu'en mai 1943, après la bataille de Stalingrad suivie de la bataille de Koursk qui voit l'Allemagne nazie perdre l'initiative sur le front de l'Est au profit de l'Armée Rouge qui bénéficie de l'aide logistique essentielle des alliés, ne recevant qu'un très faible soutien de la population, désormais bien informée de la réalité du projet nazi.
En juillet 1944, l'armée Rouge repousse les forces allemandes au delà de la Vistule en Pologne, avec l'aide des maquisards de l'Armija Krajowa, l'armée polonaise de résistance. Une partie de ces derniers est alors jetée en prison par le NKVD.
Le 29 juillet 1944, la radio polonaise Kosciuszko, installée à Moscou, émet un appel à l'insurrection relayé par la BBC et renouvelé 4 fois le lendemain.

### L'insurrection du Ghetto de Varsovie
LInsurrection de Varsovie se déclenche le 1er août 1944 sous la direction de l'armée Polonaise de libération. Les autorités soviétiques pourtant à l'initiative ne réagissent pas et n'apportent aucune aide à la rébellion permettant aux troupes allemandes appuyées par éléments supplétifs de l'armée de Vlassov et de l'OUN, de procéder à un massacre en règle de la population civile et résistante. Staline refuse en parallèle aux alliés informés par la résistance polonaise la possibilité de procéder à des bombardements et des largages aériens de matériels aux insurgés poursuivant en réalité sa stratégie de reconstituer l'ancien empire tsariste.
Le 2 octobre 1944, 800 000 personnes civiles et insurgés se rendent après 22 000 morts dans la résistance polonaise et 180 000 civils tués. La prolongation des combats a permis à Staline, par sa duplicité, de saigner davantage l'armée allemande et d'affaiblir une résistance polonaise hostile à tout contrôle de la part de l'URSS et qui garde en mémoire les conséquences du pacte Germano soviétique de 1939.
À partir de janvier 1945 et l'arrivée des Soviétiques à Varsovie, l'AK est brutalement démantelée par l'Armée rouge et le NKVD.
En juin 1945, le procès des seize membres polonais dont le général Léopold Okulicki est organisé par les autorités soviétiques dans la droite ligne des procès de Moscou. Invités en début d'année 1945, ils sont arrêtés par le NKVD puis torturés, pour leur faire admettre leur responsabilité dans le déclenchement de l'insurrection, l'objectif étant pour l'URSS de leur faire endosser publiquement la responsabilité de l'insurrection et d'affaiblir la résistance de la population civile à la domination soviétique.
Lors des conférences interalliées de Téhéran (28 novembre-9 octobre 1944), de Moscou (le 9 octobre 1944), de Malte (du 30 janvier au 2 février 1945) et de Yalta (du 4 au 11 février 1945), fut décidé le déplacement vers l’ouest des frontières de la Pologne afin que l’URSS puisse garder les territoires polonais obtenus par le pacte germano-soviétique. Le gouvernement polonais en exil à Londres n’en fut ni informé ni consulté. La frontière orientale de la Pologne fut calée non sur la véritable ligne Curzon de 1919, qui laissait Lwow à la Pologne (ligne surnommée par les Soviétiques « ligne Curzon B »), mais sur un tracé nommé « ligne Curzon A » proche du tracé germano-soviétique de 1939 et donnant Lwow à l’URSS. Ces éléments participeront par la suite au phénomène baptisé de la Trahison de l'Ouest.
La version officielle soviétique à partir de 1945 fut que ce pacte avait été signé pour seul objectif de gagner du temps afin de préparer l’Union soviétique à une future guerre contre le IIIème Reich passant sous silence l'ensemble des extensions territoriales obtenues grâce aux protocoles secrets. Il faudra attendre le 8 décembre 1989, pour que la jeune fédération de Russie, principale héritière de l'ex-URSS, admette l’authenticité et reconnaisse publiquement l'existence des accords qui avaient été publiés par les États-Unis dès 1948,,.

## 1945: le primat et rayonnement de la vision soviétique

### Une nouvelle puissance mondiale
L'Union Soviétique ressort à son apogée à l'issue de la Seconde Guerre mondiale ou son expansion territoriale est maximale. Elle bénéficie de l'aura et du prestige tirée de la gloire d'être parmi les puissances victorieuses de l'Allemagne nazie en 1945.
À à la suite du retournement de situation du à l'invasion de l'URSS par l'Allemagne en juin 1941 avec l'opération Barbarossa, et la capitulation du IIIe Reich le 8 mai 1945, le pouvoir soviétique, grand vainqueur du conflit avec l'aide des alliés, fit main basse sur l’Europe centrale pendant un demi-siècle de 1945 à 1991 (dont la Roumanie, la Bulgarie, la Pologne, l'Allemagne de l'Est, la Tchécoslovaquie, seules la Yougoslavie dirigée par Tito puis l'Albanie échappant au centralisme soviétique). C’était la conséquence de la conférence de Yalta, qui s’était tenue du 4 au 11 février 1945 dans la ville de Crimée.
À la conférence de Potsdam, l'URSS obtient l'annexion de Königsberg et sa région adjacente, qui formeront l'exclave russe de l'oblast de Kaliningrad d'une superficie de 15 000 km2, bordée par la Pologne et la Lituanie.
Grâce à la victoire, et malgré les révélations du Tribunal de Nuremberg sur l'existence même des protocoles secrets, les gains territoriaux obtenus à la suite des accords germano-soviétiques de 1939 sont conservés : la Carélie finlandaise, les États baltes, la part orientale de la Pologne, la Bucovine du nord et la Bessarabie. De même, elle comprend l'annexion du port finlandais de Petsamo, de la Ruthénie carpatique acquise aux dépens de la Tchécoslovaquie, ouvrant les portes de l’espace danubien.
Avec 22,4 millions de km2, l’URSS est de loin le plus grand État du XXème siècle. Néanmoins, la Russie soviétique et l'empire soviétique ressortent extrêmement affaiblis en raison des destructions et des pertes humaines engendrées par le conflit face à la Wehrmacht et aux techniques de commandement en cours dans l'Armée rouge comme l'ordre 227. Dans sa partie européenne est constaté un total de 21 millions de morts (dont 13,6 milions de soldats et 7,7 millions de civils) ramené à 7 millions par la propagande sovétique pour conserver le prestige de Staline,. L'Ukraine connaît à nouveau un début de famine.

### L'instauration du bloc de l'Est et la remise au pas soviétique en interne
En 1947, la promesse d'élections libres n'est pas respectée par Staline qui souhaite dominer l'Europe et instaure des régimes communistes inféodés au responsable du Kremlin dans les nouvelles républiques socialistes soviétiques dont la Pologne, la Roumanie, la Bulgarie, les Pays baltes (l'Estonie, la Lituanie, la Lettonie), la Tchécoslovaquie, la Moldavie, la Hongrie.
De ce fait, l'URSS organise au travers de l'établissement des démocraties populaires, c'est-à-dire des régimes communistes non démocratiques dans les différents pays conquis par l'Armée rouge, l'exercice d'une véritable tutelle sur ces États réduits au rôle de satellites avec l'instauration d'une idéologie, d'un modèle politique et des dirigeants inféodés calqués sur le modèle autoritaire de l'URSS,,.
L'objectif est aussi en parallèle de faire reconnaître la Russie et sa population au sein de l'empire soviétique comme la plus grande victime et puissance victorieuse de la grande guerre patriotique (appellation de la Seconde Guerre mondiale) ayant eu lieu de 1941 à 1945. Le choix de faire démarrer la seconde guerre mondiale en 1941 permettait aussi aux autorités soviétiques de faire l'impasse sur le fait que l'URSS de Staline avait aidé l'Allemagne nazie de Hitler à partir de 1939 et donc aidé à commencer la guerre tout en conservant les gains territoriaux issus du pacte germano soviétique tout en ne reconnaissant pas la collaboration entre Hitler et Staline,,.
Toutefois, cette conception russo-centrée se heurtait en sourdine aux ressentiments des pays envahis à deux reprises par les forces soviétiques en 1940 et 1945 comme les Pays Baltes, dont l'intégration ne fut pas reconnu par la communauté internationale, et la Pologne dont l'indépendance et la souveraineté avaient été en retour muselées par la force. De plus, la majorité des opérations militaires avaient eu lieu sur le territoire de la Biélorussie et de l'Ukraine qui avaient alimenté majoritairement en conscrits l'Armée rouge durant tout le conflit, l'Ukraine comptant à elle seule 6,8 millions de morts sur son sol,,.
Dans ces pays déjà annexés de force par l'Union soviétique à la suite du Pacte germano-soviétique d'août 1939 entre la Russie et l'Allemagne nazie, puis à la conquête par l'Armée rouge, une intense résistance est livrée. Aux forces militaires soviétique s'opposèrent des mouvements de guérilla comme les soldats maudits en Pologne, les frères de la Forêt dans les pays baltes et en Ukraine, indépendante de 1917 à 1922 avant d'être nouvellement annexée à la suite de la guerre civile russe,. Ces importants foyers de résistance demandent des opérations de neutralisation menées à la fois par la police politique, le NKVD et l'Armée rouge jusqu'en dans les années 1950.
En Ukraine, au fur et à mesure des reconquêtes entre 1944 et 1946, 182 543 ukrainiens suivis en octobre 1947, par 71 192 nouveaux, furent envoyés au Goulag. À la fin de la guerre, 483 099 ukrainiens sont déplacés par la force de la Pologne recréée et nouvel ancrage de l'empire soviétique, vers l'Ukraine. En mai 1948, 49 331 Lituaniens sont déportés. En mars 1949, l'opération Priboï déporte à nouveau de 31 917 personnes de Lituanie, 42 149 de Lettonie et 20 173 d'Estonie. De 1941 à 1949, 200 000 habitants des pays baltes ont été déportés par l'URSS.

### La doctrine Jadnov: une nouvelle idéologie
Le 22 septembre 1947, dans une logique de guerre froide, la doctrine Jdanov, favori de Staline, est déployée au sein de l'empire soviétique pour coordonner idéologiquement les différents parties communistes occidentaux comme en Italie et en France et fournir une matrice pour différencier le monde communiste défini comme anti-impérialiste, partisan de la paix et de la démocratie du monde occidental, qualifié en retour d'impérialiste et de fasciste par Moscou.
Les progrès sociaux réels des républiques populaire sont opposés aux droits civils formels des démocraties bourgeoises, le modèle de la démocratie soviétique se basant sur la nationalisation des biens et ses propriétés. L'objectif est à la fois de théoriser l'inéluctable victoire de l'Union Soviétique et de son empire, forces du progrès et également d'appeler les dirigeants des démocraties populaires à tenir leur place dans le nouvel ensemble dirigé de facto par l'URSS sans pouvoir y déroger,.
Implicitement, tendance de fond déjà présente historiquement au sein de l'empire tsariste, l'objectif est également d'isoler et de maintenir la pureté de la Russie des influences extérieures et notamment occidentale portée par les États-Unis incarnant prospérité et liberté. En 1946, le parti communiste de l'URSS avait déjà voté une résolution condamnant l'influence occidentale sur la culture soviétique,.
En parallèle, le COMECON est instauré pour faire fonctionner ensemble les différents pays membres de l'empire soviétique suivant les principes de l'économie planifiée. La Tchécoslovaquie et la Pologne sont fermement invitées sur la pression de Moscou à refuser l'aide américaine à la reconstruction de l'Europe avec le plan Marshall,.
L'empire soviétique apparaît, à la différence du camp occidental mené par les États-Unis, multilatéral et ouvert, comme un camp monolithique et fermé sur lui-même rompant les liens avec l'Europe de l'Ouest. De plus, la comparaison du niveau de vie, plus élevé en Occident qu'en l'URSS sous la direction de Staline, est désormais connu par le récit des soldats et ou prisonniers russes survivants revenus du front remettant en cause le mythe propagée par la propagande d'une population soviétique mieux lotie que la population occidentale dont la vitrine attrayante est représentée par les États-Unis,.
Une différence qui ressort à l'occasion du blocus de Berlin décidé par Staline, nouvel élément de tension majeure entre les deux blocs, ou les alliés ravitaillent par un pont aérien en milliers de tonnes de vivres l'enclave Ouest de Berlin en zone soviétique du 24 juin 1948 au 12 mai 1949.
Dans les faits, si l'idéologie soviétique bénéficie d'une aura en Occident du à la victoire soviétique, en revanche les sociétés civiles des pays de l'Europe de l'Est intégrées à l'issue de 1945 connaissent la violence et l'arbitraire du nouveau système politique et la misère économique qui en découle sans bénéficier de la liberté de choisir leur régime politique, principe garanti par l'article 2 de l'ONU créée en 1945 et dont l'URSS est garante avec son siège de membre permanent du Conseil de sécurité,.
Les populations civiles découvrent l'arbitraire et la misère du système soviétique. Elles vont à l'être à l'origine de nombreuses révoltes et manifestations contre le pouvoir soviétique dans les décennies suivantes en de nombreux points de l'empire.

## Années 1950 et 1960: hyperpuissance rivale des États-Unis et répression des manifestations démocratiques

### Un renforcement du prestige au niveau mondial
Dans les années 1960, fort des succès technologiques de l'URSS avec les premiers succès dans l'espace (satellite Spoutnik, le premier vol spatial  habité avec Gagarine), la détention de l'arme nucléaire en rattrapage des États-Unis par espionnage du programme Manhattan (la bombe A en 1949 puis H en 1953), l'aura de la victoire sur l'Allemagne nazie et le soutien aux mouvements de décolonisation font apparaître l'empire soviétique comme le rival direct des États-Unis.
Le nouveau secrétaire général qui a remplacé Staline disparu en 1953, Nikita Khrouchtchev considère alors que le communisme va l'emporter sur le capitalisme.
Le bloc communiste en parallèle s'étend sur le globe jusqu'en Asie avec la Chine et la Corée du Nord et le Viet nam tandis qu'en Amérique latine des pays d'obédience marxiste léniniste commencent à émerger. L'URSS participe au mouvement de la décolonisation via une aide soviétique scientifique et technique comme en Inde, en Chine (jusqu'à la rupture de 1969), en Égypte, en Irak avec la mise en place d'aciérie, de barrages et de raffineries dans le cadre de l'aide au développement. De même une formation des élites post-coloniales est assurée au sein des universités soviétiques,.
L'hégémonie soviétique est rapidement confrontée à la nécessité de maintenir une ligne continue. Si les succès sont rencontrés à l'international comme le soutien à Cuba ou la dénonciation de la guerre de Corée (1950-1953) alimentée en matériel soviétique face aux États-Unis dans un premier temps, dans un second temps, la Chine se désolidarise de l'Union Soviétique à la suite de la grave crise des missiles cubains d'octobre 1962 lui reprochant d'avoir reculé face à l'Occident.
L'unité du monde communiste cesse après des heurts très violents à la frontière russo-chinoise en 1969 gardés longtemps secrets. Seuls sont conservés le soutien de Cuba et celui du Vietnam.
En 1955, le pacte de Varsovie, alliance militaire pilotée par l'URSS est mise en place au sein de l'Europe en opposition à la création de l'OTAN crée en 1949.
En 1967, après la guerre de Six Jours, l'empire soviétique participe au réarmement de l'Égypte et de la Libye.
En son sein, à l'inverse, plusieurs réformes et difficultés s'agrègent en même temps au sein de l'empire soviétique.

### Entre nouveaux succès et accroissement des difficultés
La décentralisation économique lancée par Krouchtchev en 1957 visant à rendre une autonomie aux républiques socialistes soviétique est un échec car elles sont interconnectées entre elle à l'exception de l'Ukraine qui dispose de son propre organisme de planification le Gosplan identique à celui de l'URSS. Malgré un intense travail de réformes agricoles et du défrichage de nouvelles terres, l'URSS est obligée d'importer 10 millions de tonnes de céréales en 1963, conséquence directe de la collectivisation décidée sous Staline.
Le dispositif de CAEM est renforcé, le système profitant à la Russie qui exporte vers les pays de l'Est les matières premières à prix subventionnés pour récupérer en retour les produits manufacturés notamment en provenance de Tchécoslovaquie et de la RDA. Ce dispositif dans un système impérialiste à l'envers profite à la Russie soviétique qui impose ses normes dont se retrouvent dépendants les pays du Bloc de l'Est.
En 1954, les 300 ans de la réunification de l’Ukraine et de la Russie sont fêtés. L'ensemble des signaux impériaux de la domination de Moscou sur Kiev ont été rendus invisibles par le récit russe de l'amitié entre les peuples.
En interne, les procès truqués sur le modèle des procès de Moscou des années 1930, ont lieu contre les dirigeants communistes soupçonnés d'être trop favorables à une ouverture avec l'Occident comme contre les dirigeants Laszlo Rajk et Imre Nagy en Hongrie et Rudolf Slanky en Tchécoslovaquie,.
En parallèle, de nombreuses manifestations dans les démocratie populaires de l'Est ont lieu pour appeler à davantage de libertés ébranlant à plusieurs reprises la chape de plomb imposée par la contrainte et la peur par l'empire soviétique à partir de 1945.
Ce sont notamment les grèves ouvrières massives dans les années 1950 en République démocratique allemande, la RDA (fondée en 1949 en opposition à la République fédérale d'Allemagne), en Hongrie avec l'insurrection de Budapest en 1956, en Tchécoslovaquie avec le coup de Prague 1948 et à nouveau avec le Printemps de Prague en 1968 et en Pologne. À Moscou, la répression de ces mouvements nationaux est l'option retenue avec 3 250 morts en Hongrie et la fuite de 200 000 hongrois, théorisée par Leonid Brejnev avec le concept de « souveraineté limitée ». Plus profondément, et première fracture pour l'empire soviétique, ce dernier se retrouve en opposition directe à la valeur d'anti-impéralisme qu'il prône idéologiquement face à des pays qui souhaitent échapper à la domination soviétique imposée de force,.
Enfin, en le 13 août 1961, le mur de Berlin est instauré en raison de l'hémorragie démographique en cours en République démocratique allemande, fondée en 1949 en réponse à la création de la République fédérale d'Allemagne (RFA), ou 2,7 millions d'allemands ont fui vers l'Allemagne de l'Ouest depuis 1945 et ce malgré la supériorité théorique du communisme sur le capitalisme. Ce dispositif personnifie la fermeture de l'empire soviétique qui malgré les discours d'un avenir radieux doit restreindre la liberté de ses citoyens.
En 1964, Krouchtchev est remplacé par Léonid Brejnev.

## Années 1970: une situation contrastée

### Un empire: pôle idéologique mondial à l'apogée ...
Rançon supplémentaire du prestige et de la puissance acquis après 1945, les actions de l'empire soviétique en raison des promesses communistes qu'il porte, sont davantage scrutées au niveau mondial dans un monde ou souffle le vent de la décolonisation et les révolutions. L'empire soviétique voit son rôle de pôle idéologique et de phare du monde renouvelé à travers le monde et plus particulièrement en Afrique.
En 1971, le pouvoir soviétique soutient militairement l'Inde contre le Pakistan, puis en 1975 en Angola au côté de Cuba qui envoie 12 000 soldats pour soutenir le mouvement d'Agosthinho Neto puis la Tanzanie et le Mozambique. Ses actions se retrouvent dans l'exportation de matériels militaires qui ont fait leur preuve comme le fusil d'assaut AK47 Kalachnikov, qui devient l'arme emblématique des guérillas et des mouvements révolutionnaires à travers le monde.
En réalité, les dirigeants soviétiques recherchent en permanence par le soutien aux mouvements anti-coloniaux à travers le monde à conduire une politique, non pas destinée à libérer les peuples opprimés, mais en réalité à s'opposer aux pays adversaires déclarés de l'URSS notamment les États-Unis et les pays d'Europe de l'Ouest. En effet, en parallèle, les pays du bloc de l'Est sont placés sous la domination de l'URSS depuis 1945 sans pouvoir choisir librement leur système politique rentrant en opposition avec l'article 2 de l'ONU crée en 1945 et dont l'URSS fait partie en tant que membre permanent du conseil de sécurité.
En raison de la répression politique, de la censure et de la surveillance permanentes imposées par les régimes communistes du bloc de l'Est et en URSS, une dégradation progressive de l'image de l'empire soviétique s'instaure au fur et à mesure de la globalisation médiatique de l'information qui a lieu tout le long des années 1970 et notamment en Europe. La publication de L'Archipel du Goulag en décembre 1973 à Paris et l'expulsion de son auteur, Soljenitsyne, comme de nombreux dissidents avant lui comme le chercheur et écrivain, Andreï Amalrik, ou la dénonciation par le dissident russe Kravenchko en 1949, qui dénonçaient les failles du système russe, met en lumière à l'échelle mondiale, le système autoritaire et répressif déployé en URSS.
En 1975, la conférence pour la sécurité et la coopération en Europe aboutit aux les accords d'Helsinki. Avec la facilité accrue des échanges avec, ils vont semer les germes de la destruction de l'empire soviétique.
En effet, en contre partie de la reconnaissance des frontières issues de la Seconde Guerre mondiale, les autorités soviétiques s'engagent à garantir les libertés individuelles qui sont contraires au fonctionnement des régimes communistes et dont vont se réclamer les dissidents. Le pouvoir soviétique, qui ne peut plus opter aux procès publics truqués, va opter pour des assignations à résidence ou aux internements dans les hôpitaux psychiatriques des dissidents par le KGB.

### ... et davantage en crise interne?
En interne, les républiques soviétiques socialistes commencent à suivre leurs propres agendas politiques internes dans le respect d'une doctrine soviétique et une application nationale. Leurs élites créent de véritables États au sein de l'empire soviétique et manœuvrent pour obtenir les crédits nécessaires à leur développement allant entrer en concurrence entre elles.
Malgré les réformes successives du système scolaire pour créer une langue russe à l'échelle de l'empire soviétique, les républiques contournent la russification à l'exception du Kazakhstan et de la Biélorussie. Moscou qui est la capitale de la république socialiste fédérée soviétique de Russie (RSFSR) se confond aussi avec celle de l'empire. Le problème de la langue exprime en profondeur celui du peuple russe qui obtient le premier rôle au sein l'empire soviétique mais ne trouve pas sa place en tant que nation, la RSFSR étant composée de nombreuses populations autonomes comme les Yakoutes, les Tchétchènes, les Tartares et les Caréliens.
Autre difficulté interne, le fonctionnement économique planifié moins souple et dynamique où le complexe militaro-industriel soviétique accapare 20 % des ressources de la richesse intérieure sans retombées dans le domaine civil dans un contexte de guerre froide a entrainé le sacrifice du secteur des services et de l'agriculture. À partir de 1972, avec des rendements de l'ordre de 15 quintaux / hectare, gravement déficitaire d'un point de vue agricole, l'URSS va importer jusqu'à 40 millions de tonnes de céréales par an du Canada et des États-Unis en raison de graves déficiences de production dues également au primat donné à l'idéologie politique au détriment de la rigueur scientifique en agriculture (comme le démontre le courant du Lyssenkisme). De même l'écart technologique dans les domaines de pointe comme l'informatique, révélé par le programme Appolo-Soyouz en 1975 devient patent.
En réalité, malgré sa force militaire, l'empire soviétique présente un double visage à la fois avec une hyper-puissance en pointe dans certains domaines (nucléaire, militaire, spatial) et une puissance mondiale pauvre au vu des conditions de vie internes difficiles de la population civile. L'économie, qui se veut découplée du monde occidental, est basée en vérité sur une économie de rente grâce à l'exportation de ses matières premières (pétrole et gaz) qui la rendent dépendante au marché mondial et sensible aux variations du cours de ces dernières. Elle doit aussi permettre un transfert de technologies nécessaires à l'économie russe,.
Leonid Brejnev, qui caractérise une période de conservatisme, décède en 1982. Il est remplacé par deux dirigeants, Iouri Andropov réformateur en 1984 et Konstantin Tchernenko conservateur en 1985, qui décèdent chacun à leur tout en moins d'un an donnant l'impression d'une gérontocratie. Mikhaïl Gorbatchev, est élu à son tour à l'âge de 53 ans à la tête de l'URSS et de son empire.

## Années 1980: l'augmentation des contestations

### L'empire face à une seconde guerre froide ....
Différents épisodes ravivent l'opposition entre les deux blocs.
La guerre en Afghanistan (1979-1989) pèse défavorablement sur la réputation de l'empire soviétique à l'échelle mondiale. Au départ, lancée pour venir en aide à un régime communiste avec l'envoi de 75 000 hommes, elle bascule au fur et à mesure des années dans un conflit qui apparaît à contrario comme l'équivalent dune guerre coloniale de type guerre d'Algérie ou d'un Viet nam à la Soviétique contribuant à affaiblir durablement à la fois l'armée soviétique par les pertes matériels et humaines qu'elle engendre et ternir plus globalement le prestige mondial du communisme notamment dans le Tiers-Monde. L'URSS est condamnée au sein de l'ONU.
De plus, les États-Unis, initialement affaiblis par  le traumatisme de la guerre du Vietnam en 1972, le scandale du Watergate en 1974 et qui viennent de subir la révolution iranienne en 1979 décident de placer les livraisons de céréales partiellement sous embargo dont dépend fortement l'URSS dont le secteur agricole a été sacrifié depuis la période de Staline. Ils décident de boycotter les jeux olympiques russes de 1980 et commencent en 1983 à armer les insurgés afghans via le Pakistan et l'Arabie saoudite avec des missiles anti-aériens Stinger qui déciment les hélicoptères soviétiques,.
La crise des euromissiles (1977-1988) est une nouvelle période de tension en Europe entre l'URSS et les États-Unis et leurs alliés respectifs qui ravive la guerre froide après la période du dégel des années 1970. L'URSS, en retard par rapport aux missiles balistiques des États-Unis, cherche à retrouver l'avantage stratégique en Europe au moyen de missiles à moyenne portée le SS-20 donnant lieu à nouveau bras de fer, ravivé par la crise du Boeing 747 de la compagnie sud-coréenne en 1983 qui voit l'appareil avec 269 personnes à son bord, abattu par la chasse soviétique le 1er septembre 1983 pour avoir survolé une zone interdite.
De plus, l'empire soviétique est qualifié par le nouveau président américain, Ronald Reagan, élu en 1981, d'« empire du mal ». Il lance en parallèle le programme antimissiles dit d'Initiative de Défense Stratégique ou IDS qui vise à neutraliser les missiles balistiques soviétiques avant qu'ils atteignent le sol des États-Uni. Ce qui contribue à  contraindre davantage une économie soviétique moins moderne et souple que son équivalente américaine et ce, malgré l'espionnage industriel et technologique intensif mené par le KGB.
Stratégiquement, l'alliance du pacte de Varsovie voit son renouvellement validé en 1985. L'empire soviétique semble en apparence conserver toute sa puissance. En réalité, les dirigeants soviétiques ont profondément et gravement sous estimé le ressentiment accumulé au sein des populations civiles depuis 1945 au sein des différentes pays qui ont été intégrés de manière forcée dans l'URSS et ce, en raison de la politique de russification et des différentes formes permanentes de répressions,.

### ... et fracturé par les nationalismes
Dans les années 1980, la contestation du centralisme soviétique est porté par la résistance déterminée de la population de la Pologne soutenue par l'État du Vatican à la tête duquel a été élu Jean Paul 2 (1978-2005), et par celle des Pays Baltes, dépecée pour la première et annexés de force pour les seconds en 1940 à la suite des protocoles secrets du Pacte germano-soviétique d'août 1939 avec l'Allemagne nazie et à la suite de la Seconde Guerre mondiale.
En 1980, le mouvement de contestation au sein de l'empire soviétique démarre avec la grève des chantiers de Gandsk menée par le syndicat Solidarnorsc et son dirigeant syndicaliste polonais, et futur président, Lech Walesa. Les autorités soviétiques qui ne peuvent plus ouvertement réprimer militairement les demandes d'indépendance en raison des progrès de la libération des informations, préfèrent privilégier les tentatives de neutralisation par dirigeants interposés. L'état d'urgence est instauré par le général Jaruzelski en Pologne jusqu'en 1983.
En revanche, le mouvement de la voie Balte du 23 août 1989, chaine humaine formée de 2 millions de personnes sur 600 kilomètres à travers les trois pays, marque le démarrage de mouvements centrifuges nationaux qui conduisent à la dislocation de l'URSS et de l'empire soviétique. En réponse, un blocus économique avec intervention militaire soviétique est instauré contre les trois Pays baltes ou les affrontements sont évités de justesse,,.
Cependant, les autorités soviétique sont contraintes d'accepter le retour à la souveraineté des différents pays membres de l'empire. En effet, l'URSS est en proie à de graves difficultés internes à la fois politiques, sociales et économiques et ce, malgré la politique de transparence, la glasnost et de réforme économique, la Perestroïka, initiées par le nouveau secrétaire général, Mikhaïl Gorbatchev à partir de 1985. Son objectif est de sauver le communisme en le modernisant économiquement et en refusant la division binaire d'opposition entre les deux camps tout en allégeant la charge que fait peser le complexe militaro-industriel russe dont il va s'attirer l'opposition la plus farouche et déterminée.
Néanmoins, c'est en réalité la question des nationalismes, qui oppose les républiques fédérées au l'État fédéral et qu'il pense résolue, qui va entrainer la désintégration de l'empire soviétique. La désorganisation économique va pousser chaque république fédérée à retrouver sa souveraineté,.
En effet, en ayant depuis de longues décennies, sacrifié l'agriculture et les services au détriment de sa population civile qui vit de graves pénuries y compris sur les biens de première nécessité, identifiés par Emmanuel Todd ou le dissident Andreï Amalrik, l'empire soviétique n'a plus les moyens d'imposer par la force ses positions au prix d'une idéologie qui n'a pas su et pu tenir ses promesses et dont la comparaison avec le niveau en Occident souligne les failles davantage plus importantes chaque jour. De plus, la dégradation de la situation intérieure soviétique apparaît au grand jour lors de la catastrophe nucléaire de Tcherrnobyl, le 26 avril 1986, après celle secrète de Kychtym en 1956 (révélée dans les années 1980), qui met à nu et au grand jour, les failles, retards et impérities de l'Union soviétique,,,.
Le 9 novembre 1989, le point d'orgue est atteint avec l'ouverture du mur de Berlin. Un changement de régimes en Europe de l'Est s'enchaine en cascade dans le bloc de l'Est alors de manière soit pacifique comme dans les Pays Baltes, malgré les tentatives de blocus russe, soit de manière très violente comme en Roumanie avec la chute de Ceausescu en décembre 1989. Les Pays Baltes retrouvent leur indépendance au cours de l'année 1990.
Les élections qui ont lieu s'accompagnent d'un rejet des gouvernements communistes instaurés après guerre et du système de clientélisme interne au sein de l'Union Soviétique.
La dynamique d'indépendance aboutit à la réunification de l'Allemagne durant l'année 1990. De même, plus profondément, elle marque aussi l'échec de l'idéologie politique du marxisme léninisme qui débouche, en raison de la tendance messianique russe, sur un chaos politique et économique majeur en Russie qui frôle la disparition politique en tant qu'État après un basculement du statut de super puissance à celui de puissance régionale désormais entourée de pays en conflit avec cette dernière,,.
De plus, l'ouverture des archives et la reconnaissance de nombreux actes commis par l'URSS comme les protocoles secrets du Pacte germano-soviétique de 1939, tabou absolu dans la société russe, ou la reconnaissance de la responsabilité du massacre de Katyn participe à une profonde remise en cause du fonctionnement de l'empire soviétique, de ses fondamentaux idéologiques et de ses résultats,.

## Année 1991: la fin de l'empire
En mars 1991, un référendum est effectué pour la mise en place d'une Union soviétique des républiques souveraines qui capitalise 76 % de votes favorables.
Le 19 août 1991, les durs du régime tentent un coup d'État à Moscou qui échoue et voit le discrédit sur le Parti Communiste qui avait soutenu les putschistes contre Gorbatchev. Les républiques restées encore fidèles à l'Union décident en réaction de la quitter à l'exemple de l'Ukraine qui déclare par référendum son indépendance le 1er décembre 1990 avec 90 % de vote positif.
Le 8 décembre 1991, l'empire soviétique voit sa disparition officiellement actée, Gorbatchev démissionnant le 25 décembre 1991.
Il déclare : « La ligne du démembrement du pays et de la dislocation de l’État a gagné, dit-il sur le ton des regrets. Le destin a voulu qu’au moment où j’accédais aux plus hautes fonctions de l’État [en 1985], il était déjà clair que le pays allait mal. Tout ici est en abondance, la terre, le pétrole, le gaz, le charbon, les métaux précieux, sans compter l’intelligence et les talents (…) et pourtant, nous vivons bien plus mal que dans les pays développés, nous prenons toujours plus de retard par rapport à eux ». Il ajoute : « la société étouffait dans le carcan du système de commandement administratif, condamné à servir l’idéologie et à porter le terrible fardeau de la militarisation ».

## Conséquences
D'un point de vue territorial, il y a un recul massif de 1 500 kilomètres vers l'Est de la frontière russe, seule l'enclave de Kaliningrad (Ex Könisberg) sur la façade Mer Baltique étant conservée,. Les pays alliés comme le régime castriste de Cuba, se voient privé de l'aide de l'URSS évaluée à 4 milliards de dollars par an.
En parallèle, elle ouvre la voie à une désoviétisation du flanc Est de l’Europe combinée à un recul de l'influence russe et une dérussification avec un élargissement de l'Otan et de l'Union européenne auprès desquels vont candidater et être intégrées les anciennes républiques socialistes soviétiques au cours de la décennie suivante. À savoir la Pologne, la Hongrie, la République tchèque, la Roumanie, la Bulgarie, la Hongrie, les Pays baltes, (Estonie, Lituanie, Lettonie), la Slovaquie qui en font un axe majeur de leur politique étrangère dès 1993.
Ce démantèlement en moins de 10 ans et l'accès à l'indépendance des ex pays membres du bloc de l'Est, à la grande stupeur des pays occidentaux et des dirigeants soviétiques, marque en retour l'échec de la stratégie de glacis initiée par Joseph Staline en 1945 pour obtenir une zone tampon et de profondeur stratégique en cas de nouvelle confrontation avec l'Ouest. Elle entraine également l'apparition de communautés russes de 20 millions d'individus vivant hors de la Russie, traces bien visibles de l'empire russe et soviétique,.
À noter que l'absence de réflexion sur le fonctionnement en vas clos de l'empire soviétique malgré un contrôle politique répressif permanent, les pénuries économiques et l'absence de libertés, entraine aujourd'hui un mouvement de nostalgie de l'URSS par les jeunes générations qui ne l'ont pourtant pas connu. En effet, pour les Russes, la fin de l'empire soviétique n'est pas vue non comme une émancipation sociale (ou nationale des peuples non-russes) mais comme une nouvelle humiliation traumatique existentielle à la suite de la disparition de l'empire tsariste en 1917, élément mythologique fondamental de la puissance russe en raison de la source d'expansion territoriale qui est liée,,,.
Viatcheslav Bakhmine, co-président du groupe Helsinki de Moscou déclarait que « toute la politique du pays aujourd'hui vise à glorifier le passé de l'Union soviétique, dans lequel nous étions forts, puissants, sur un pied d'égalité avec les autres grandes puissances, et nous pouvions dicter notre position. Ce message est diffusé par les médias qui dominent dans notre pays ».

## Causes
En effet, basé sur le principe de la répression et de la coercition des États le composant doublé d'une hégémonie militaire au profit de la Russie, véritable cœur du système politique et économique, l'empire soviétique ne survit pas à l'introduction de mesures de fonctionnement démocratiques et de libéralisation économique.
Comme l'analyse l'historienne et politologue française, Anne de Tinguy : « L’URSS s’est auto détruite. Elle s’est effondrée parce que le projet fondateur qui sous-tendait le système socio-politique qu’elle avait construit s’est révélé n’être qu’un leurre ».
De même, elle note en profondeur que « L’URSS prétendait aller dans le sens de l’Histoire et annonçait un monde meilleur. La réalité fut tout autre. Progressivement, l’élan idéologique s’est affaibli et le fossé s’est creusé entre les promesses et la réalité, les premières étant sans cesse contredites par la seconde. A l’extérieur, le bilan n’était guère plus convaincant. Le bilan apparemment positif était là aussi entamé par de sérieux revers et par des difficultés structurelles. L’URSS était une puissance militaire et c’est en tant que telle qu’elle s’est imposée sur la scène internationale. C’est grâce à ses progrès dans le domaine stratégique qu’elle a réussi à se faire reconnaître comme l’égale des États-Unis. Et la plupart des amitiés qu’elle a nouées dans le tiers monde, cimentées par un commun « anti-impérialisme », l’ont été à la faveur de conflits locaux. Contrairement aux États-Unis, elle n’a jamais cherché à se doter d’une capacité d’action globale ».
De plus, la fracture fondamentale entre d'une part le désir d'expansionnisme cosmopolite et d'autre part le désir d'autarcie isolationniste propre à l'histoire de l'empire russe depuis le XVIIIe siècle, s'est retrouvé à nouveau au cœur du fonctionnement géopolitique de l'URSS et donc de l'empire soviétique menant à son effondrement.

## Influence
L'empire soviétique se composait des éléments suivants :

### Républiques de l'Union soviétique
Au fil du temps, le nombre des républiques soviétiques a varié. En 1991, l'Union soviétique comprenait les 15 républiques suivantes :
- République socialiste fédérative soviétique de Russie (qui comprenait à son tour plusieurs républiques autonomes)
- RSS d'Ukraine
- RSS de Biélorussie
- RSS d'Ouzbékistan
- RSS kazakhe
- RSS de Géorgie
- RSS d'Azerbaïdjan
- RSS de Lituanie
- RSS de Moldavie
- RSS de Lettonie
- RSS kirghize
- RSS du Tadjikistan
- RSS d'Arménie
- RSS turkmène
- RSS d'Estonie

Mais dans les trois constitutions soviétiques qui se succédèrent en 1924, 1936 et 1977, afin de bien marquer la rupture avec l'Empire russe des tsars, l'URSS reconnaissait à chaque république le droit de faire sécession.

### Membres du Comecon

L'URSS et ses satellites présumés du pacte de Varsovie.

Ces pays étaient les alliés les plus proches de l'Union soviétique. Ils étaient membres du CAEM, une alliance économique soviétique fondée en 1949. En outre, ceux qui se trouvent dans l'Est de l'Europe étaient également membres du pacte de Varsovie, une alliance militaire. Ils étaient parfois appelé le bloc de l'Est et les gouvernements furent considérés comme des satellites.
- Bulgarie
- Cuba
- Tchécoslovaquie
- Allemagne de l'Est
- Hongrie
- Mongolie
- Pologne
- Roumanie
- Nord-Vietnam/Vietnam (après 1976)
- Albanie (interrompt sa participation au Comecon après 1961 en raison de la rupture sino-soviétique)

La Corée du Nord a été un allié soviétique, mais a toujours suivi une politique étrangère très isolationniste et par conséquent n'a pas rejoint le Comecon ou toute autre organisation internationale des États communistes.

## Engagement soviétique dans d'autres pays
Un certain nombre de pays ont des gouvernements pro-soviétiques pour de courtes périodes de temps durant la guerre froide. Dans la terminologie politique de l'Union soviétique, il s'agissait de « pays progressant vers le socialisme », par opposition aux « pays du socialisme développé », énumérés ci-dessus. La plupart ont reçu une aide, qu'elle soit militaire ou économique, de l'Union soviétique, et ont été influencés à des degrés divers. Leur soutien à l'Union soviétique a été de courte durée pour des raisons diverses, dans certains cas, le gouvernement pro-soviétique a perdu le pouvoir, tandis que dans d'autres cas, le même gouvernement est resté au pouvoir mais a changé ses relations avec l'Union soviétique.

États qui avaient ouvertement des gouvernements communistes en rouge, et dont l'URSS a cru pendant un moment « la transition vers le socialisme » en orange. Les pays en jaune ont été fortement influencé et parfois soutenus par l'URSS. Tous les États de couleur rouge vif ne sont pas restés des alliés soviétiques.

Certains de ces pays n'ont pas été des États communistes, malgré leur soutien. Ils sont marqués en italique.
- Égypte (1954-1973)
- Syrie (1955-1991)
- Irak (1958-1963, 1968-1990)
- Guinée (1960-1978)
- Mali (1960-1968)
- Somalie (1969-1977)
- Algérie (1962-1991)
- Ghana (1964-1966)
- Pérou (1968-1975)
- Soudan (1968-1972)
- Libye (1974-1991)
- Congo-Brazzaville (1969-1991)
- Chili (1970-1973)
- Cap-Vert (1975-1991)
- Sud Yémen (1967-1990)
- Ouganda (1971-1979)
- Indonésie (1960-1965)
- Inde (1971-1989)
- Bangladesh (1971-1975)
- Madagascar (1972-1991)
- Derg (1974-1987)
- Éthiopie (1977-1991)
- Laos (1975-1991)
- Bénin (1975-1990)
- Mozambique (1975-1990)
- Angola (1975-1991)
- Seychelles (1977-1991)
- Afghanistan (1978-1991)
- Grenade (1979-1983)
- Nicaragua (1979-1990)
- Cambodge (1979-1989)
- Burkina Faso (1983-1987)

## États communistes opposés à l'Union soviétique
Certains États communistes étaient ouvertement opposés à l'Union soviétique et à ses politiques. Bien que leurs formes de gouvernement ont été parfois similaires, ils se sont souvent complètement coupés de l'URSS et ont gardé leur souveraineté totale. Les relations ont été souvent tendues, parfois même jusqu'au conflit armé.
- Yougoslavie (1948-1955) (entre la rupture Tito-Staline et le voyage de Nikita Khrouchtchev en Yougoslavie)
- Albanie (après la rupture sino-soviétique de 1961 puis l'intervention en 1968 de l'URSS en Tchécoslovaquie)
- République populaire de Chine (après la rupture sino-soviétique de 1961)
- Kampuchea démocratique (1975-1979, régime de Pol Pot et des Khmers rouges)
- République démocratique somalie (1977-1991, en raison de la guerre de l'Ogaden)